# Combat America

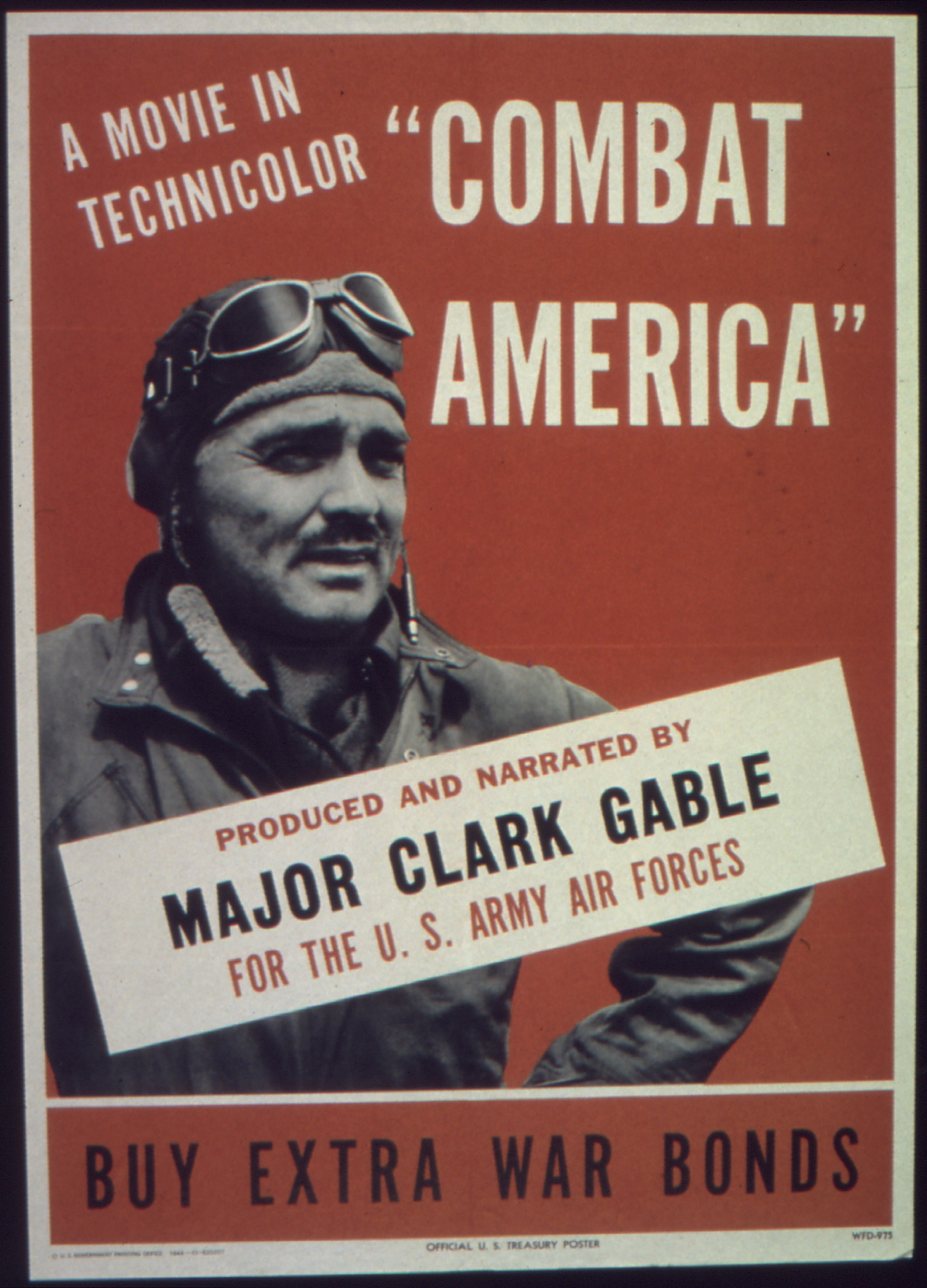
poster van Combat America

Combat America is een Amerikaanse oorlogsdocumentaire uit 1943, met commentaar van meervoudig Oscar-winnaar Clark Gable.
De film volgt Amerikaanse bommenwerpers tijdens hun training en wanneer ze op missies naar Duitsland gaan. De film bevindt zich in het publiek domein.

## Rolverderling
| Acteur                            | Personage                                               |
| --------------------------------- | ------------------------------------------------------- |
| Clark Gable                       | zichzelf / Luchtschutter / Verteller                    |
| General Henry Arnold              | zichzelf / Commandant van United States Army Air Forces |
| General Ira Eaker                 | zichzelf / Commandant van Eighth Air Force              |
| Richard van Gloucester            | zichzelf                                                |
| Bob Hope                          | zichzelf                                                |
| Frances Langford                  | zichzelf                                                |
| Jack Pepper                       | zichzelf                                                |
| Tony Romano                       | zichzelf                                                |
| William A. Hatcher                | zichzelf / Generaal                                     |
| Philip G. Hulse                   | zichzelf / Topkoepelschutter                            |
| Kenneth L. Huls                   | zichzelf / Kogelkoepelschutter                          |
| Theodore R. Argiropulos (Randall) | zichzelf / Piloot                                       |
| Robert Wallace                    | zichzelf / co-piloot                                    |
| Daniel F. Stevens                 | zichzelf / Bombardier                                   |
| Paul J. Postias                   | zichzelf / Kogelkoepelschutter                          |
| Tim Tuchet                        | zichzelf / Staartschutter                               |
| "Ace" Akins                       | zichzelf                                                |
| Pete Provenzale                   | zichzelf                                                |